# عائشة السيار
الدكتورة عائشة علي احمد بن سيار (اكتوبر 1948
)
أحد أهم الرموز الإماراتية في مجال التعليم، فقد كانت أول فتاة تكمل الدراسة الجامعية في الإمارات حصلت على درجة الدكتوراة في العام 1983 ولها العديد من الإسهامات، وكرمها الشيخ محمد بن راشد في قائمة الأوائل الـ43 لعام 2014
.حيث حصلت على جائزة أوائل الإمارات كأول إماراتية حصلت على شهادة الدكتوراه 

## حياتها المهنية
أول أمرأة تتولى منصب قيادى منذ العام 1973 حين تولت رئاسة قسم الخدمة الاجتماعية بوزارة التربية والتعليم منذ تأسيسها وعلى مدى 25 عا ما سطرت خلالها مسيرة حفلت بالكثير من الانجازات حتى توجت برئاسة قطاع الأنشطة التربوية والمركزية كأول امرأة تشغل منصب وكيل مساعد لوزارة التربية والتعليم منذ العام 1983وحتى العام 1998
وهي من أولى رائدات العمل النسائى حين بدأت العمل في إطار منظمات العمل المدنى التي تعمل في مجال خدمة وتنمية المجتمع وبالأخص الجمعيات النسائية حيث شاركت بقيادة وتوجيهات صاحبة السمو الشيخة فاطمة بنت مبارك أم الإمارات، حفظها الله ورعاها في نشاطات النهضة النسائية من خلال جمعية المرأة الظبيانية منذ العام 1974 وفي انشطة الاتحاد النسائى عند تأسيسه في العام 1975 وشاركت في عضوية الوفود التي مثلت الاتحاد في دورات المؤتمر العالمى للمرأة في المؤتمر العالمى الأول للمرأة في المكسيك في العام 1975 وقدمت للمؤتمر دراسة عن النهضة النسائية بالدولة ثم مؤتمر كوبنهاجن 1980 ومؤتمر بكين 1995 وكل مؤتمرات الشؤون الاجتماعية ومؤتمرات اليونسكو الخاصة بالتعليم.

## الانجازات التعليمية
المشاركة في تأسيس وزارة التربية والتعليم منذ انشائها 1972-1998 والتدرج في العمل من رئيسة قسم الخدمة الاجتماعية عام 1972 وحتى منصب وكيل الوزارة المساعد لقطاع الانشطة التربوية والمركزية من عام 1986- 1998 والذي أشرفت من خلاله على تطوير ومتابعة العمل.
إنشاء قسم التربية الخاصة عام 1981 والذي قدم برامج تعليمية وخدمات تربوية لفئات من لطلاب ذوى الاحتياجات الخاصة وبطيئي التعلم وانشاء غرف المصادر الخاصة بهم.
برنامج المسابقات العامة، ويضم 50 مسابقة شملت كل مجـالات المنهج المدرســى ولبت كل احتياجات وميول الطلبة، البرنامج كان أنجح وسيلة تواصل بين الوزارة والمؤسسات المجتمعية والشركات والبنوك التي دعمت هذا المشروع التربوى الطموح، وقدمت من خلاله مشاركة فعالة في رعاية الطلبة والطالبات.
برنامج التأهيل التربوى 1979-1992 وهو تجربة رائدة لإعداد كوادر وطنية للعمل بالهيئة التعليمية، حيث أمدت النظام التعليمى بالدولة بخمسة آلآف مواطن ومواطنة يؤدون دورهم بنجاح في مجالات: أمناء المكتبات والمختبرات، أمناء السر، معلم ومعلمة الصف، رياض الأطفال، التربية الفنية والأسرية.
الاحتفالات الوطنية وتقديم أوبريتات خاصة بالمناسبة شارك في تنفيذها طلاب وطالبات المدارس من كل مدن الدولة وهي: النخلة الوطن.... الفارس والقلادة... الله ياوطن.
مسابقات الاولمبياد لطلاب مجلس التعاون الخليجى بالتعاون مع مكتب التربية العربى لدول الخليج العربي. أولمبياد الفيزياء العين: فبراير 1993، أولمبياد الرياضيات، 1994

## الاسهامات الاجتماعية
- المساهمة في تأسيس الاتحاد النسائى العام لدولة الإمارات العربية المتحدة، وتمثيل الدولة في المؤتمرات الدولية والعربية التي عقدت في حقبة السبعينات والثمانينات والتسعينات.
- المساهمة في إعداد وتطوير العمل الاجتماعى في جمعية أم المؤمنين عند انشائها بعجمان.
- المساهمة في إعداد وتطوير العمل الاجتماعى في جمعية أم المؤمنين عند انشائها بعجمان.
- إعداد مشروع مؤسسة زايد للاعمال الخيرية.
- اقتراح وإعداد مشروع القانون لانشاء المجلس الاعلى للطفولة بالشارقة.
- إعداد وتنظيم ملتقى الأطفال العرب 1995 -1999.
- النهضة النسائية في دولة الإمارات العربية المتحدة. طبعة ثانية، أبوظبى: مطابع الوحدة 1975.
- المرأة والتنمية. أبوظبى: مطبوعات اليونسيف، 1976.
- الثقافة والتنمية.. ملامح من تجربة دولة الإمارات العربية المتحدة. بيروت: مؤتمر تطلعات الثقافة والفنون لما بعد عام 2000.

## الابحاث والدراسات
- دولة اليعاربة. طبعة أولى، لبنان: دار القدس، 1975 الطبعة الثانية: ابوظبى، 1992.
- النهضة النسائية في دولة الإمارات العربية. أبو ظبى: مطابع الفجر،1980.
- التربية الخاصة بين المفهوم والتطبيق، دبى: مطبوعات وزارة التربية والتعليم، 1984.
- جماعات النشاط المدرسى. دبى: مطبوعات وزارة التربية والتعليم، 1984.
- القادم الجديد في مدارسنا. دبى: مطبوعات وزارة التربية والتعليم، 1985.
- دليل المعسكرات. دبى: مطبوعات وزارة التربية والتعليم، 1985.
- العوامل المؤثرة في التفوق الدراسى. دبى: مطبوعات وزارة التربية والتعليم، 1985.
- التخلف الدراسى. دبى: مطبوعات وزارة التربية والتعليم، 1988.
- اتجاهات الشباب. دبى مطبوعات وزارة التربية والتعليم، 1990.
- التاريخ السياسى لدولة الإمارات العربية المتحدة. أبوظبى: مكتبة الجامعة، 1996.
- رؤية تاريخية ومعاصرة للمرأة في دولة الإمارات. وزارة التربية والتعليم، 1984.
- المرأة وصور الرعاية الاجتماعية لها. أبو ظبى: معهد التنمية الادارية، 1984.
- المرأة ودوافع العمل.أبو ظبى: معهد التنمية الادارية، 1985.
- الاسرة والتغير الاجتماعى في دولة الإمارات العربية المتحدة. وزارة التربية والتعليم، 1986.
- الطفولة والتنشئة الاجتماعية. بحث مقدم للمؤتمر الاقليمى الرابع للمرأة في الخليج والجزيرة العربية بسلطنة عمان، 1986.
- المرأة في دولة الإمارات ودورها في التنمية. ورقة عمل مقدمة لندوة الأسرة العربية ودورها في تنمية المجتمع، العين: نادى العين الرياضى والثقافى، 1988.
- التوجهات المستقبلية لتعليم المرأة في دولة الإمارات العربية المتحدة. أبو ظبى: معهد التنمية الادارية، 1989.
- طفل ما قبل المدرسة والطريق إلى اسعاده وتربيته. دراسة مقدمة إلى ندوة اشكالية التربية قبل المدرسة، الشارقة، 1989.
- التربية والتنمية الثقافية... دعوة للجميع...ولا استثناء فيها. دبى: البيان، 1988.
- العقد العالمى للتنمية الثقافية والعودة إلى تجديد الدعوة. دبى: البيان، 1988.

## مؤلفات
دولة اليعاربة
دراسة تاريخية فريدة لاهم دولة عربية بحرية قامت في عمان صراعها في مواجهة الاستعمار البرتغالي والاستعمار البريطاني بعد ذلك
التاريخ السياسي لدولة الإمارات العربية المتحدة
التشكيل السياسي لدولة الإمارات من 1892 إلى 1971
النهضة النسائية
كتاب النهضة النسائية للدكتورة عائشة السيار
التاريخ السياسى لدولة الإمارات العربية المتحدة
التاريخ السياسى لدولة الإمارات العربية المتحدة أبوظبى مكتبة الجامعة 1996